# Gornji Ig
Gornji Ig – wieś w Słowenii, w gminie Ig. W 2018 roku liczyła 27 mieszkańców.